# ピナトゥボ
ピナトゥボ (英:Pinatubo) は、アイルランドで生産され、イギリスで調教されていた競走馬である。主な勝ち鞍は2019年ヴィンセントオブライエンナショナルステークス、デューハーストステークス、2020年ジャンプラ賞。

## 戦績

### 2歳（2019年）
5月のメイドン戦を後続に3馬身差をつけデビュー勝ちを収めると、続く2戦目も逃げ馬を差し切って連勝。ロイヤルアスコット開催に組まれているリステッド戦チェシャムステークスでも、直線内から1番人気に支持されていたエイダン・オブライエン厩舎のロペワイフェルナンデスをあっという間に交わし、最後は3馬身差をつける完勝でリステッドレース初勝利となった。重賞初挑戦となった4戦目のG2ヴィンテージステークスでは4番手から楽に抜け出し5馬身差の圧勝で重賞初制覇を飾った。またこの勝利を受けて2000ギニーに向けた前売りオッズが軒並み1番人気になり、一躍翌年の2000ギニーへの最有力候補と目される事となった。
G1初挑戦となった9月のヴィンセントオブライエンナショナルステークスでは、地元オブライエン勢の重賞ウィナーであるアーモリーとアリゾナが立ちはだかった。ここまでコンビを組んでいたジェームズ・ドイルからウィリアム・ビュイックへ乗り替わったが、アーモリーとアリゾナを全く相手にせず、残り400メートル辺りから一気に加速し、2着のアーモリーに9馬身差をつける驚異のパフォーマンスで楽々とG1初制覇を果たした。この勝利により馬主のゴドルフィン、チャーリー・アップルビー調教師は2018年のクオルトに続く同レース連覇を達成。2000ギニーの前売りオッズはさらに下がり、ダービーへ向けた前売りでも1番人気に推されるようになった。

### 3歳（2020年）
コロナウイルスの影響で1ヶ月延期となった英2000ギニーから始動。圧倒的な人気に支持された一戦だったが、内から伸びたカメコに交わされ、さらに前をいくウィチタをも捉えられずという3着に終わり、生涯初の黒星となった。巻き返しを懸けて臨んだセントジェームズパレスステークスでは直線手応えよく上がってきたが、最後はランフランコ・デットーリ騎手騎乗のパレスピアの強襲に屈し2着。手痛い連敗となった。その後、距離を短縮して挑んだ7月のジャンプラ賞を制してG1競走3勝目を挙げる。9月6日のムーランドロンシャン賞では後方から追い込んでくるもペルシアンキングの2着に敗れた。1か月後の10月9日に現役引退を発表、ダルハムホールスタッドで種牡馬入りすることになった。

## 種牡馬時代
2021年からイギリスのダルハムホールスタッドでスタッドインした。同年のシーズンオフからは、オーストラリアでもシャトル種牡馬として繋養される。種付け料は4万4000豪ドル。

## 評価
ヴィンセントオブライエンステークスの9馬身差圧勝を受けて、英国競馬統括機構（BHA）はピナトゥボにレーティング128を認定した。これは、2010年にフランケルとドリームアヘッドに与えられた126を2ポイント上回る21世紀の2歳馬最高レーティングである。
管理するチャーリー・アップルビーはナショナルステークス後のインタビューで「私が手掛けた2歳馬ではベストホース」と絶賛。また「彼を放牧場で見たら古馬のステイヤーだろうね。淡々と仕事に取り組むし、ありがたい事に卒がない」と称し、その大人びた性格を絶賛している。
名門ジョン・ゴスデン調教師もまたピナトゥボの事は高く評価しており、ライバルの1頭に挙げている。またこの談話を発したのちに、ゴスデン師は管理馬パレスピアーでピナトゥボを撃破しセントジェームズパレスステークスを制している。

## 血統表
| ピナトゥボの血統       | ピナトゥボの血統                                   | ピナトゥボの血統                                   | （血統表の出典）                                   | （血統表の出典） |
| 父系                   | ストームキャット系                                 | ストームキャット系                                 | ストームキャット系                                 | [ § 2 ]          |
| 父 Shamardal 2002 鹿毛 | 父の父Giant's Causeway 1997 栗毛                   | Storm Cat                                          | Storm Bird                                         | Storm Bird       |
| 父 Shamardal 2002 鹿毛 | 父の父Giant's Causeway 1997 栗毛                   | Storm Cat                                          | Terlingua                                          |                  |
| 父 Shamardal 2002 鹿毛 | 父の父Giant's Causeway 1997 栗毛                   | Mariah's Storm                                     | Rahy                                               | Rahy             |
| 父 Shamardal 2002 鹿毛 | 父の父Giant's Causeway 1997 栗毛                   | Mariah's Storm                                     | Immense                                            |                  |
| 父 Shamardal 2002 鹿毛 | 父の母Helsinki 1993 鹿毛                           | Machiavellian                                      | Mr. Prospector                                     | Mr. Prospector   |
| 父 Shamardal 2002 鹿毛 | 父の母Helsinki 1993 鹿毛                           | Machiavellian                                      | Coup de Folie                                      |                  |
| 父 Shamardal 2002 鹿毛 | 父の母Helsinki 1993 鹿毛                           | Helen Street                                       | Troy                                               | Troy             |
| 父 Shamardal 2002 鹿毛 | 父の母Helsinki 1993 鹿毛                           | Helen Street                                       | Waterway                                           |                  |
| 母 Lava Flow 2010 栗毛 | 母の父Dalakhani 2000 芦毛                          | Darshaan                                           | Shirley Heights                                    | Shirley Heights  |
| 母 Lava Flow 2010 栗毛 | 母の父Dalakhani 2000 芦毛                          | Darshaan                                           | Delsy                                              |                  |
| 母 Lava Flow 2010 栗毛 | 母の父Dalakhani 2000 芦毛                          | Daltawa                                            | Miswaki                                            | Miswaki          |
| 母 Lava Flow 2010 栗毛 | 母の父Dalakhani 2000 芦毛                          | Daltawa                                            | Damana                                             |                  |
| 母 Lava Flow 2010 栗毛 | 母の母Mount Elbrus 1998 鹿毛                       | Barathea                                           | Sadler's Wells                                     | Sadler's Wells   |
| 母 Lava Flow 2010 栗毛 | 母の母Mount Elbrus 1998 鹿毛                       | Barathea                                           | Brocade                                            |                  |
| 母 Lava Flow 2010 栗毛 | 母の母Mount Elbrus 1998 鹿毛                       | El Jazirah                                         | Kris                                               | Kris             |
| 母 Lava Flow 2010 栗毛 | 母の母Mount Elbrus 1998 鹿毛                       | El Jazirah                                         | Eljazzi                                            |                  |
| 母系(F-No.)            | 7号族(FN:7-a)                                      | 7号族(FN:7-a)                                      | 7号族(FN:7-a)                                      | [ § 3 ]          |
| 5代内の近親交配        | Mr. Prospector4×5＝9.38%、Northern Dancer5×5=6.25% | Mr. Prospector4×5＝9.38%、Northern Dancer5×5=6.25% | Mr. Prospector4×5＝9.38%、Northern Dancer5×5=6.25% | [ § 4 ]          |
| 出典                   | 1. 2. 3. 4.                                        | 1. 2. 3. 4.                                        | 1. 2. 3. 4.                                        | 1. 2. 3. 4.      |

- 4代母の子孫には以下の活躍馬がいる。
  - 3代母の全姉Rafhaは1990年フランスオークス優勝馬。同馬の仔に2002年のスプリントカップ勝ち馬で種牡馬としても活躍したInvincible Spirit、重賞未勝利ながら種牡馬として活躍したKodiac、孫に2011年のイタリアグランクリテリウム勝ち馬Nayarra。
  - 3代母の半妹Wosaitaの孫に2018年メートリアークステークス勝ち馬Uni。
  - 3代母の半妹Chiang Maiの仔に2010年プリティーポリーステークス勝ち馬Chinese White。
  - 3代母の半妹Al Anoodの仔に2016年南阿G1・ゴールドカップ勝ち馬Enaad、2015年ブルーダイヤモンドステークス・サイアーズプロデュースステークス勝ち馬Pride of Dubai。
- 4代母の半兄にピットカーン（本邦輸入種牡馬、1980年英愛リーディングサイアー）とヴァリィフォージュ（本邦輸入種牡馬、代表産駒に1989年JRA賞最優秀5歳以上牝馬のルイジアナピット）がいる。
- ピットカーンとヴァリィフォージュの全妹Dingle Bayの仔に1992年ロワイヤルオーク賞・1993年カドラン賞の勝ち馬Assessor。